# Loa loa
Loa loa este o specie de filarie, din genul Loa, care parazitează omul și provoacă loaza, endemică în țările din Africa de Vest și Centrală din jurul Golfului Guineei. Este transmis omului de o tabanidă. Filaria adultă sau macrofilaria este un vierme nematod rotund, filiform, albicios, opalescent și transparent. Masculul este mai mic decât femela: masculul are aproximativ o lungime de 3 —3,5 cm cm și 350 —400 μ lățime, iar femela ajunge până la 5 — 7 cm lungime și 450 — 500 μ lățime. Filariile adulte trăiesc în țesutul conjunctiv subcutanat sau în țesutul celular de la suprafața unor organe al omului. Pe față migrează mai frecvent în jurul globilor oculari, trecînd pe sub conjunctiva oculară sau palpebrală. Femela depune embrioni numiți microfilarii, prevazute cu o teaca scurta greu de colorat, care apar adesea în circulația periferică între orele 8 și 20 (periodicitate diurnă) și se hrănesc cu sânge. Această periodicitate a microfilaremiei este legată de cea a hrănirii cu sânge a insectei vectoare, un tabanid din genul Chrysops (speciile Chrysops silacea și Chrysops dimidiata.). În organismul acestor tabanide, după 3 năpârliri microfilariile se transformă în microfilarii infestante, care ajung la omul atacat prin plaga creată de insectă.